# Datadista
Datadista es un medio de comunicación digital español creado en 2016 por los periodistas Ana Tudela y Antonio Delgado. Está especializado en periodismo de investigación, infografías, gráficos y estadísticas.

## Historia
En 2016, Ana Tudela lanzó Datadista junto con Antonio Delgado, un medio de comunicación especializado en periodismo de investigación y visualización de datos. En 2018 el periódico sacó a la luz algunas de las investigaciones incluidas en el libro Playa Burbuja, obra de Ana Tudela. La obra aborda una investigación de dos años sobre las consecuencias de la burbuja en el Mediterráneo español. El libro fue financiado gracias a una campaña de crowdfunding y tuvo una importante repercusión mediática.

## Reconocimientos
En 2025, el proyecto de investigación periodística Under the Surface, liderado por Datadista y coordinado junto a Arena for Journalism in Europe con el apoyo de JournalismFund, recibió el premio en la categoría de Impacto en periodismo transnacional en el Festival Voices de Periodismo, celebrado en Zagreb (Croacia). Ese mismo año, Datadista ganó el Premio Internacional de Periodismo Rey de España por el especial titulado Veneno en el grifo, sobre la contaminación del agua, publicado en elDiario.es.